# Departamento Puelén
Das Departamento Puelén liegt im Südwesten der Provinz La Pampa im Zentrum Argentiniens und ist eine von 22 Verwaltungseinheiten der Provinz. 
Der Name stammt aus der Mapuche-Sprache und bedeutet Ebene des Ostens.
Im Norden grenzt es an das Departamento Chical Co, im Osten an die Departamentos Curacó und Limay Mahuida, im Westen an die Provinz Mendoza und im Süden an die Provinz Río Negro. Im Süden und Südwesten bilden der Río Colorado und der Stausee Casa de Piedra eine natürliche Grenze zur Nachbarprovinz. Es handelt sich um das größte Departamento dieser Provinz.
Die Hauptstadt des Departamento heißt 25 de Mayo (auch Colonia 25 de Mayo). 

## Gemeinden
Neben der Hauptstadt, in der mehr als 80 % der Einwohner des Departamentos leben, gibt es noch die Gemeinde Puelén sowie die Siedlung (ente comunal) Casa de Piedra am gleichnamigen Stausee.

## Bevölkerung
Nach Angaben des INDEC stieg die Einwohnerzahl von 7757 im Jahre 2001 auf 9468 im Jahre 2010. Damit verzeichnet das Departamento hinter Toay den stärksten Bevölkerungszuwachs der Provinz.
Koordinaten: 37° 30′ S, 67° 30′ W